# 芥川山城
芥川山城（あくたがわさんじょう）は、大阪府高槻市の三好山にあった日本の城。国の史跡に指定されている（指定名称は「芥川城」）。
当時の呼称は「芥川城」であるが、同じ高槻市殿町周辺にあった城も「芥川城」と呼ばれており、『高槻市史』が便宜上、三好山にあった城を「芥川山城」と呼称したことから、現在多くの文献でも「芥川山城」と呼ばれている。2017年（平成29年）4月6日、「続日本100名城」（159番）に選定された。

## 概要

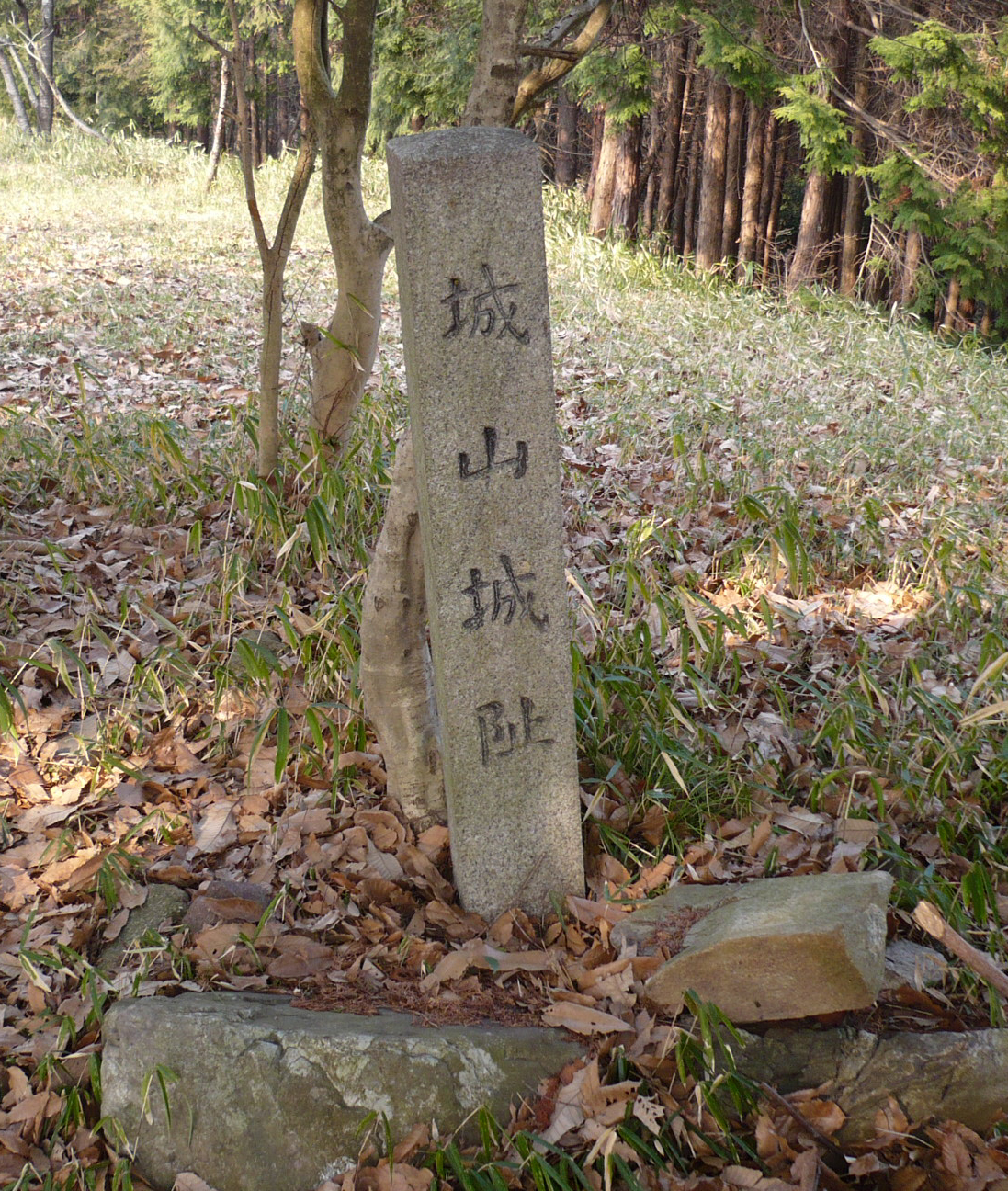
芥川山城の石碑

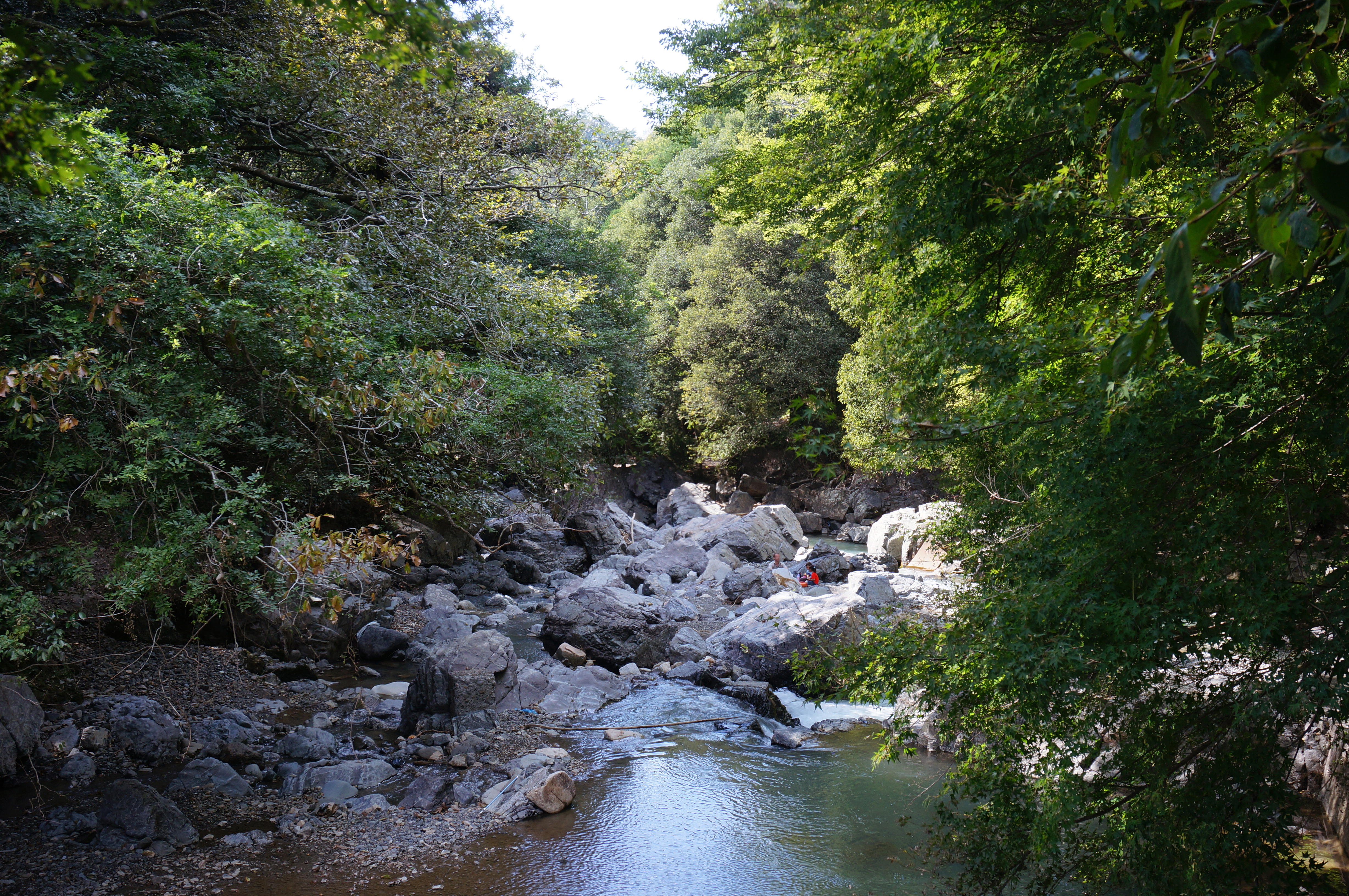
芥川上流、摂津峡上の口

芥川山城は飯盛山城と共に大阪府下では最も規模が大きな城跡で、遺構の残存状態も良好で戦国時代の典型的な山城である。
芥川山城は標高182.6mの三好山に築城されている。東に隣接する帯仕山の方が192.3mと高いが、山頂部がなだらかであるため城郭には不向きで、摂津峡の切り立った断崖など、地形を重視して選地されたと推定される。戦国時代に山城を築く場合に、どのような山を選地したか、どのような考えで城郭を築いたかの参考となる城である。
高槻市北部に位置し、北・西・南の三方を芥川で囲まれて、急崖の上、天然の要害として築城された。
古文書に「芥川城」とだけ記載されている場合は、殿町周辺にあった芥川城のことなのか、三好山にあった芥川山城を指しているのか、はっきりしないことがある。これは芥川城の廃城時期が明確でないためである。また、芥川城および芥川山城を細川政元以来の細川政権、その後継と言える三好政権の本拠地（政庁の所在地）として捉え、芥川山城の築城もその流れの中で考える見方もある。

## 沿革
この城の史料における初見は『宇津山記』の永正13年（1516年）1月の記述で、能勢頼則が城主を務める「芥川新城」にて、連歌師宗長の参加する連歌会が行われている。芥川山城は永正12年（1515年）からこの年にかけて、細川高国によって築かれたと考えられ、『 瓦林政頼記』によると昼夜兼行で500人・300人の人夫が動員されたという。

### 能勢氏時代
初代城主（城代）は、細川高国によりこの城に置かれた能勢頼則だが、頼則は永正13年（1516年）8月に没し、子の能勢頼明がその跡を継いだ。大永3年（1523年）の時点では能勢国頼が城主を務めていたとみられる（国頼は頼則の後継者ともいう）。
大永6年（1526年）に細川高国と細川晴元の争いが起きると、翌大永7年（1527年）、芥川山城は他の摂津諸城と共に晴元方に降伏開城し、能勢氏は芥川山城から姿を消すこととなった。

### 細川晴元時代

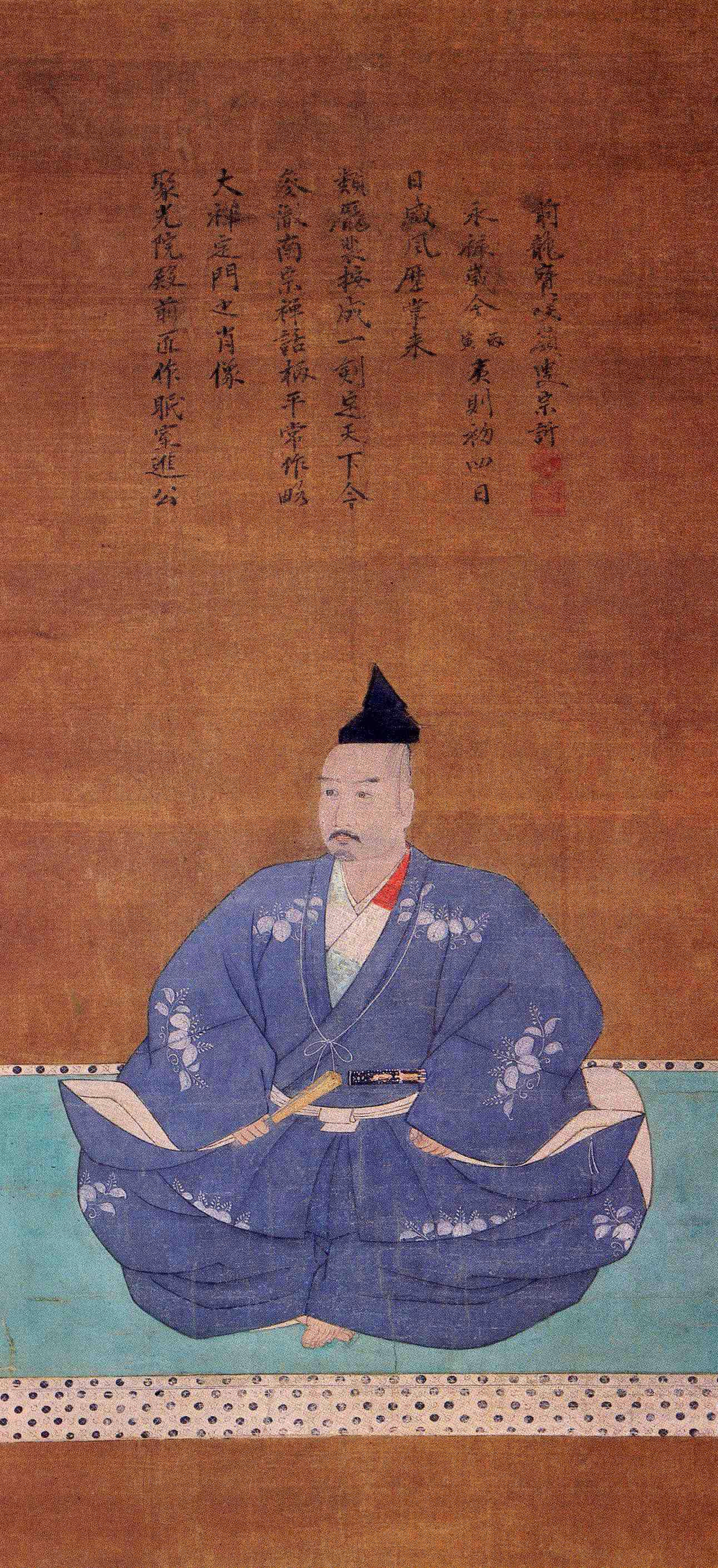
三好長慶像

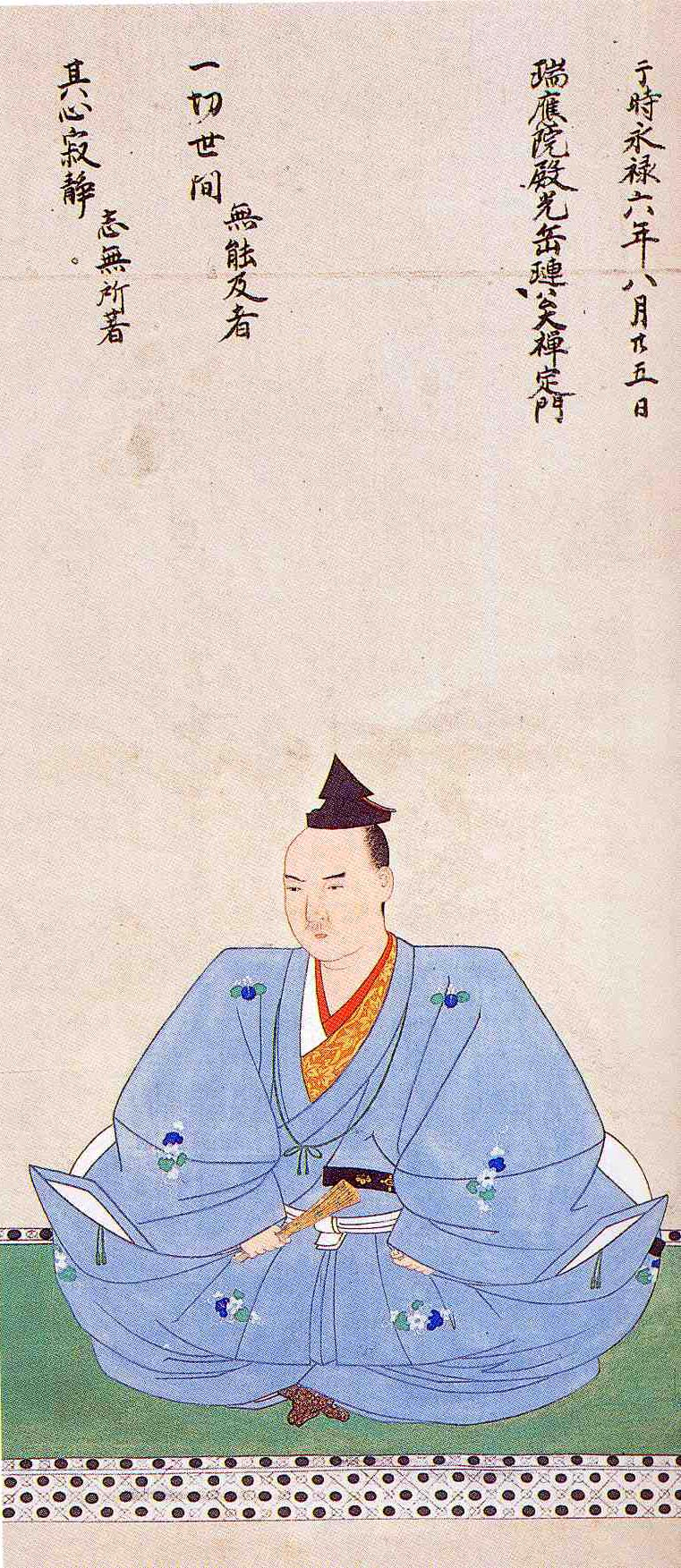
三好義興像

天文2年（1533年）4月、淡路に追われていた細川晴元が軍勢を立て直して芥川山城に入城した。この時期、細川晴元は実質的に政権を握っており、芥川山城も大いに繁栄した。この頃に新しい曲輪が増設されるなどしたとみられる。天文5年（1535年）に晴元は京都に移ったが、度々芥川山城に戻り指揮を執っている。これは芥川山城が軍事的に要衝の地だったからと考えられる。
天文8年（1539年）6月、晴元と対立した三好長慶が芥川山城に入った。7月28日に両者の間に和議が成立し、長慶は芥川山城を明け渡して越水城へと移った。その後、薬師寺与一（元房）が芥川山城に入城したが、天文15年（1546年）、元房は晴元と対立する細川氏綱方に転じている。天文16年（1547年）5月、元房の籠る芥川山城は晴元方の攻撃を受け、6月25日に降伏した。この後、芥川孫十郎や三好長逸など、複数の武将が芥川山城に在城している。

### 三好氏時代
天文18年（1549年）、江口の戦いに勝利した三好長慶は細川晴元を京から追った。芥川山城には芥川孫十郎が再び入ったが、孫十郎は長慶と敵対し、天文22年（1553年）7月、芥川山城は長慶により攻められた。8月22日、または9月23日、兵糧の尽きた芥川山城は開城し、孫十郎は阿波へと落ち延びた。
孫十郎が退去した後は長慶自身が入城しており、芥川山城は三好本宗家の拠点となった。永禄3年（1560年）に長慶は河内飯盛山城へ移り、息子の三好義興が城主となる。しかし、永禄6年（1563年）8月に義興は22歳で死去し、長慶も翌永禄7年（1564年）7月に飯盛山城で没した。義興没後は三好長逸が城主になっていたとみられる。
永禄11年（1568年）9月27日、足利義昭を擁する織田信長の軍勢が山城国を越えて摂津に侵攻し、28日に「芥川之市場」（芥川宿か）に火を放った。29日には義昭が天神馬場（高槻市天神町）に入り、芥川山城の麓を焼いている。30日に、長逸は細川昭元と共に芥川山城から逃れた。

### 和田・高山時代
9月30日、足利義昭が織田信長に奉じられて芥川山城に入城し、14日間の滞在後、京へと入った。その後、近江国甲賀郡出身の和田惟政が芥川山城の城主となった。
翌永禄12年（1569年）1月5日、三好三人衆が足利義昭の居所である本圀寺を襲撃し、撃退されている（本圀寺の変）。同年4月、三好三人衆に与した入江氏が信長に殺され、その居城・高槻城が惟政に与えられており、同年6月までに惟政は居城を平城である高槻城へと移した。惟政は在京する際などに、筆頭家臣に迎えた高山飛騨守に芥川山城や高槻城を任せている。
この後、惟政は荒木村重を中心とする池田氏と対立し、元亀2年（1571年）8月の郡山における戦いで討死した（白井河原の戦い）。惟政の跡は息子の和田惟長が継いだが、元亀4年（1573年）3月、高山飛騨守・右近父子との対立の末に追放され、高山父子が高槻城主となった。
芥川山城この頃廃城となり、60年にわたる歴史を閉じたとされる。

## 城郭
芥川山城は大きく3つのブロックから構成されている。

### 東曲輪群

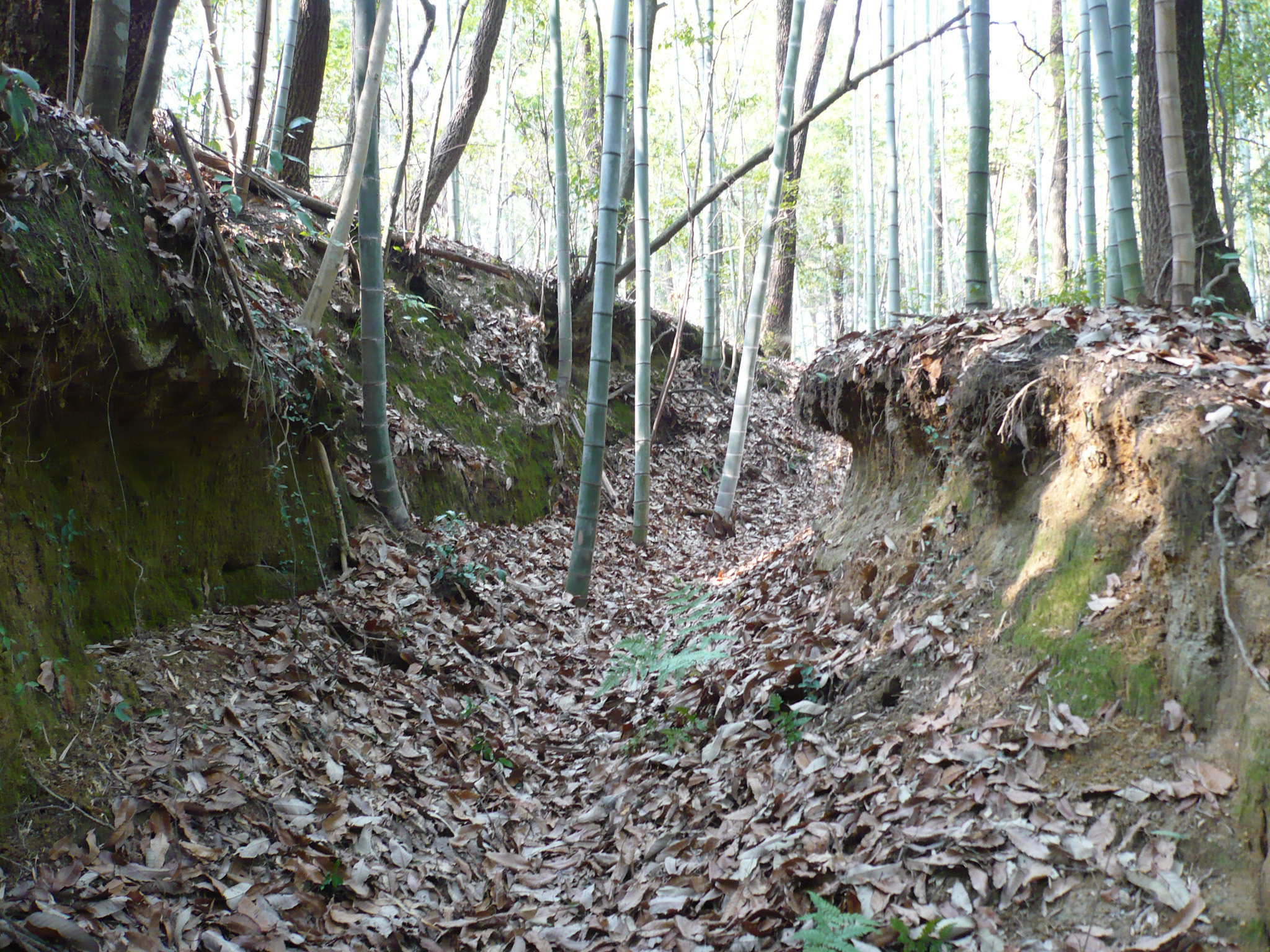
城内の山道
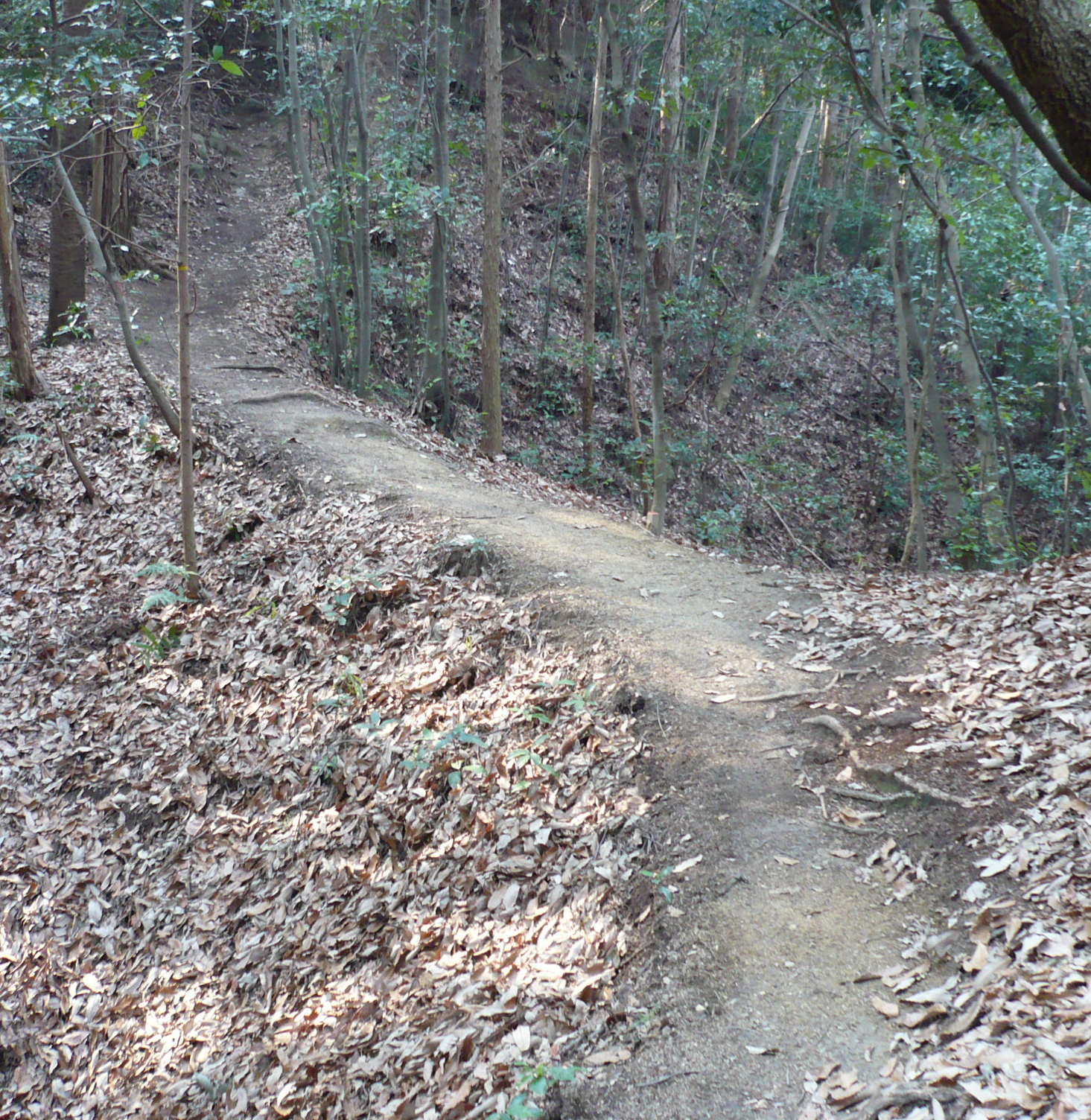
土橋跡
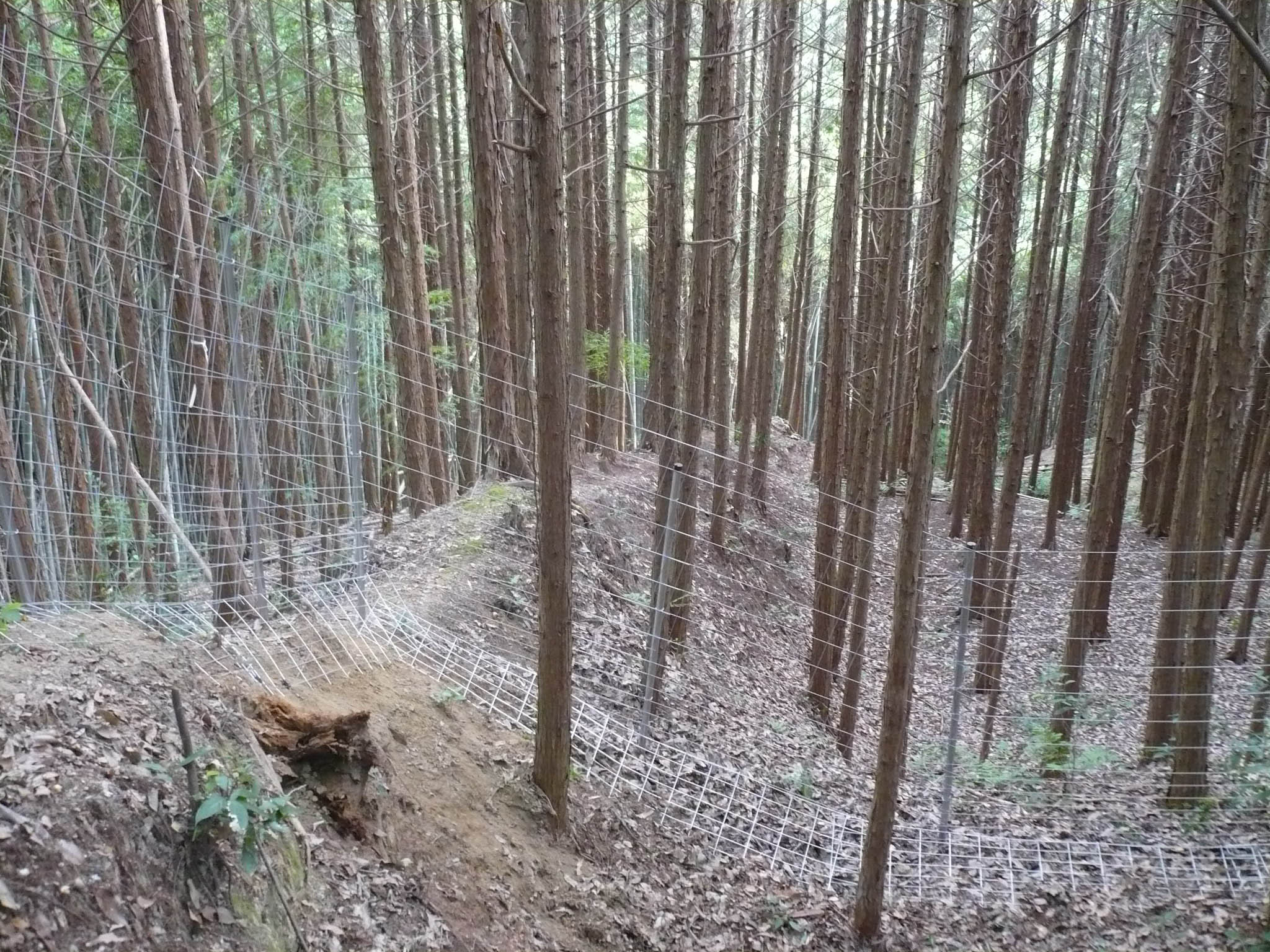
竪土塁跡

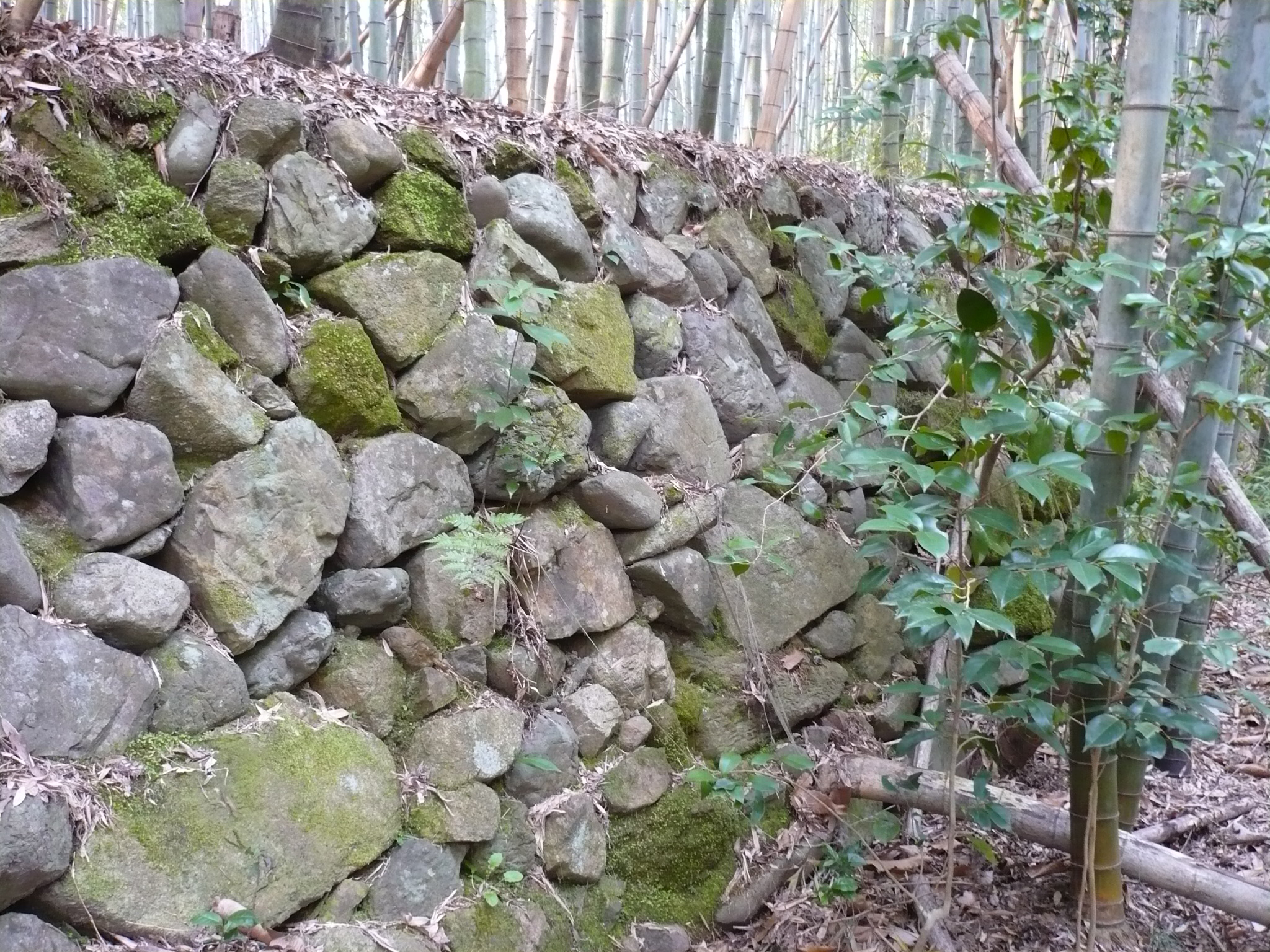
江戸時代末期の石垣

城内の山道は、東曲輪群の東側にある。土橋、竪土塁跡は、東曲輪群と中央曲輪群の境に位置する。
東曲輪群の入り口付近に石垣が見受けられるが、これは江戸時代末期もので、廃城後の石垣である。

### 中央曲輪群
- 出丸
- 虎口

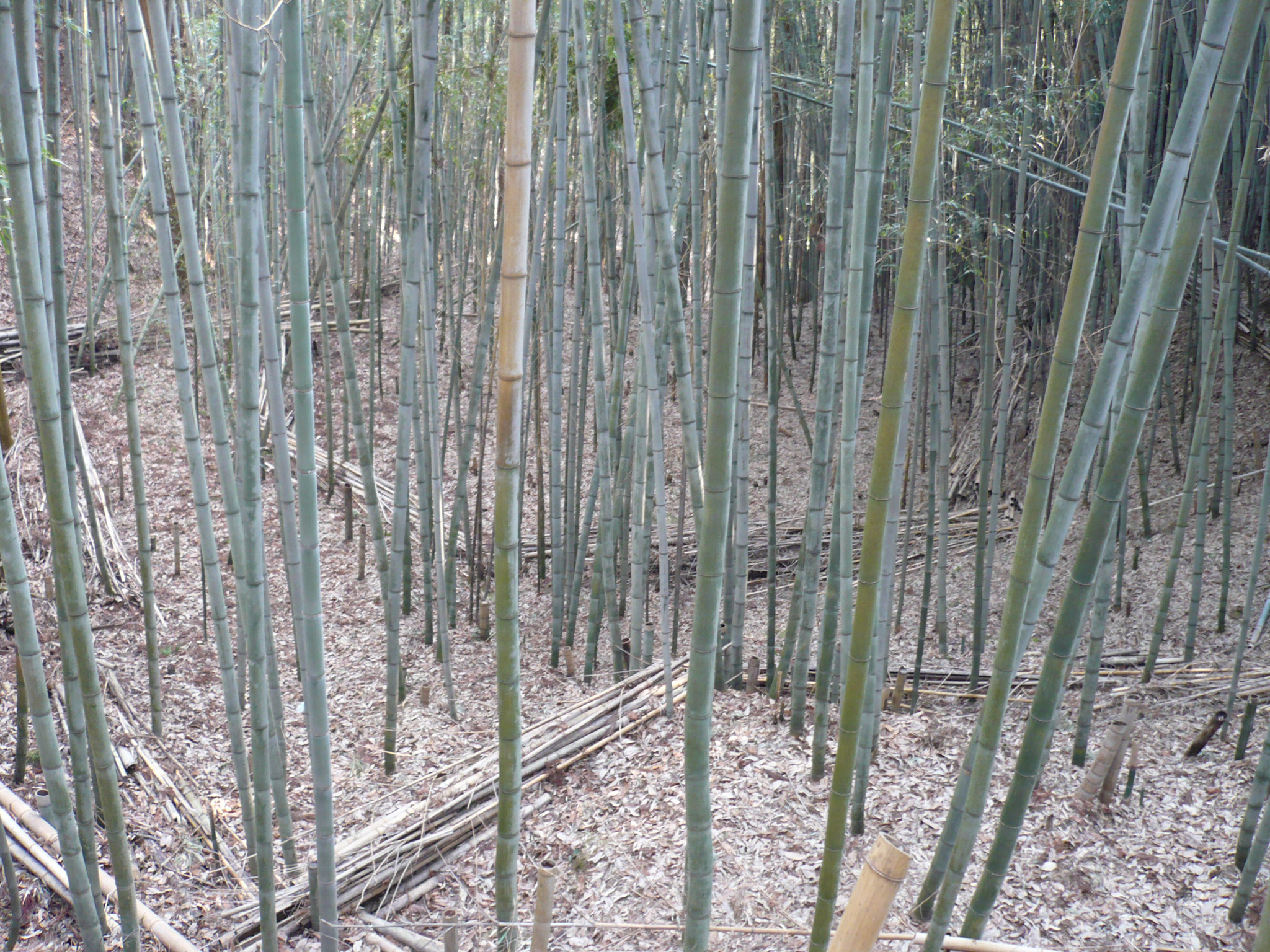
虎口跡
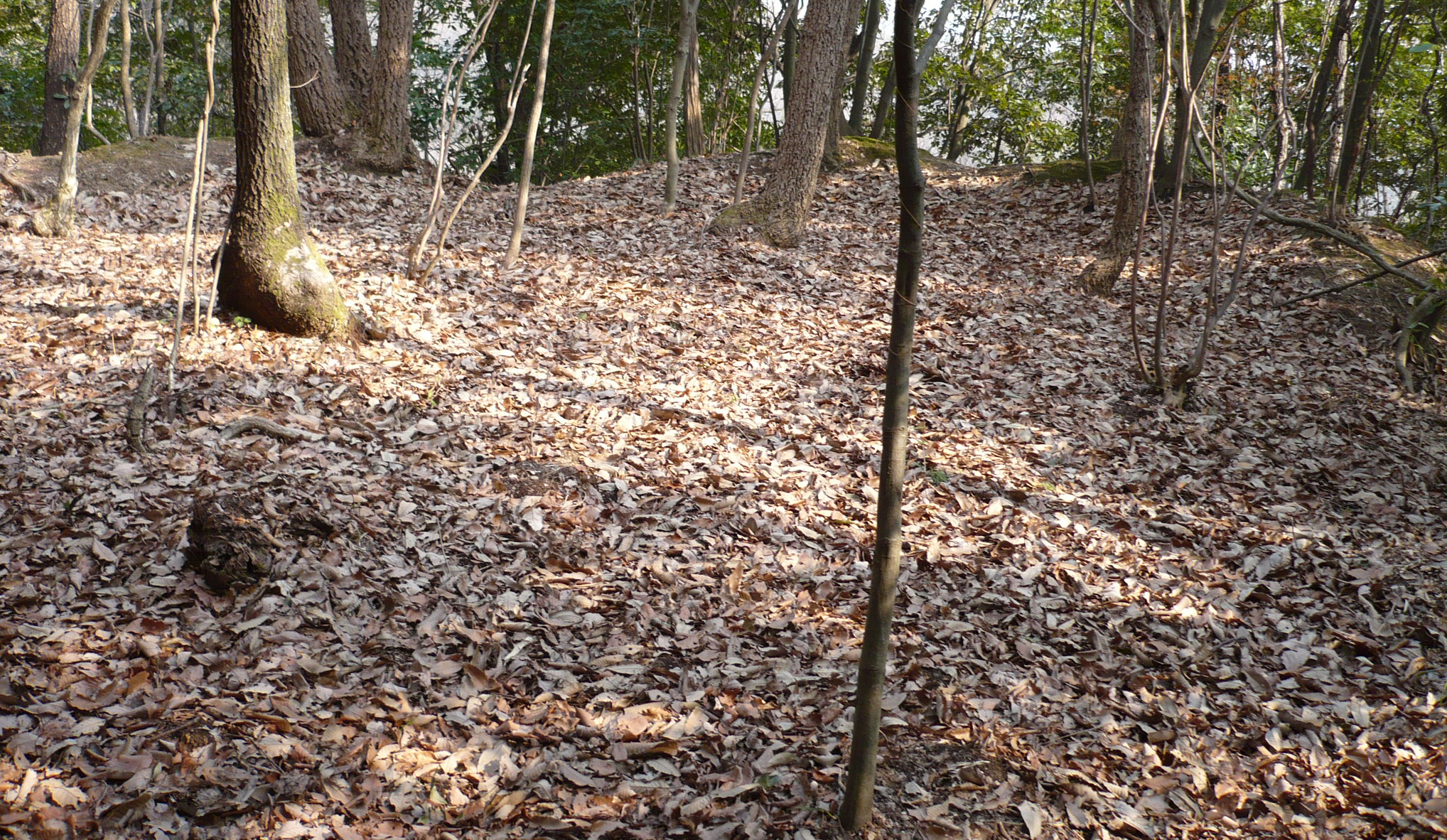
出丸曲輪
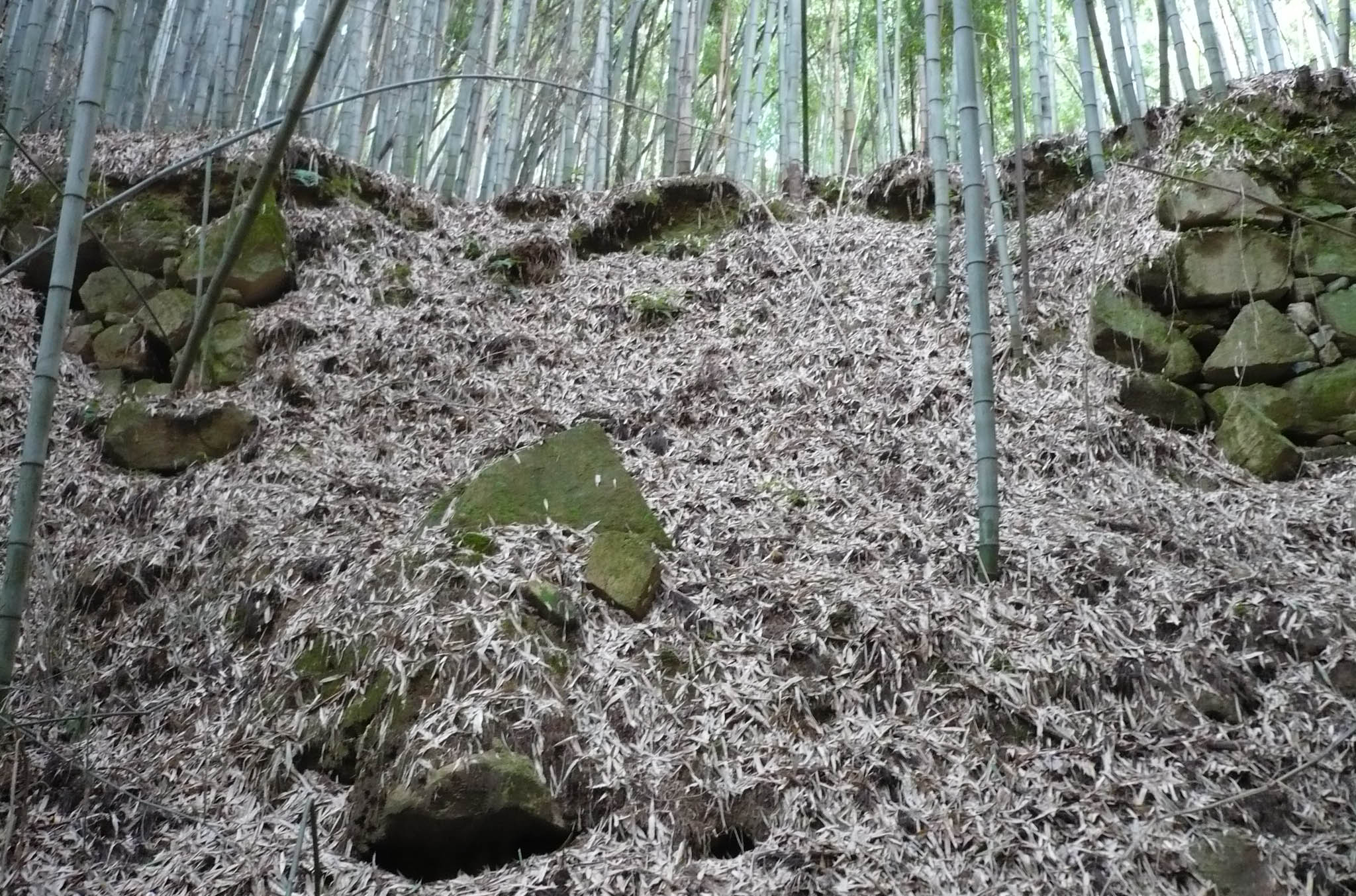
芥川山城の大石垣
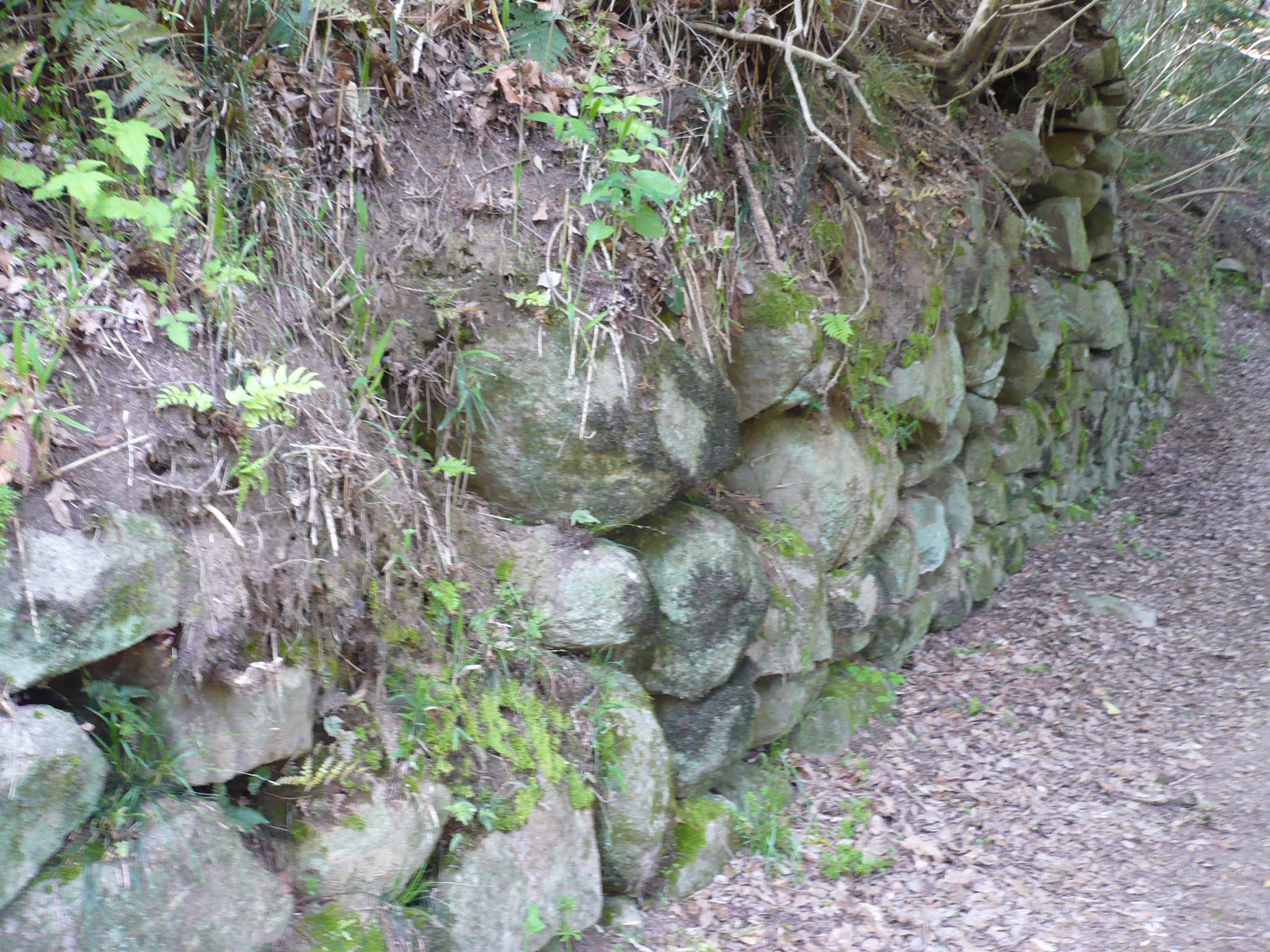
飯盛山城の大石垣

現在は東曲輪群より山道が整っているが、芥川山城の大手通はこの中央曲輪群の虎口より進入する。またこの虎口跡には山城には珍しい石垣跡が存在している。この石垣は戦国時代の技術ではあり得ない組み方をしており、現在でも議論になっている。三好長慶のもう一つ居城飯盛山城にも同様な石垣があり、三好長慶時代に構築された可能性もある。また最後の城主であった、高山友照・重友親子時代に織田信長方の築城ノウハウを取り入れたという説もある。虎口という点から防御用の石垣ということも推察されるが、今後の詳しい調査が待たれている。また出丸跡の最先端部には櫓が構えられていた可能性がある。

### 西曲輪群
- 本丸
- 田の丸

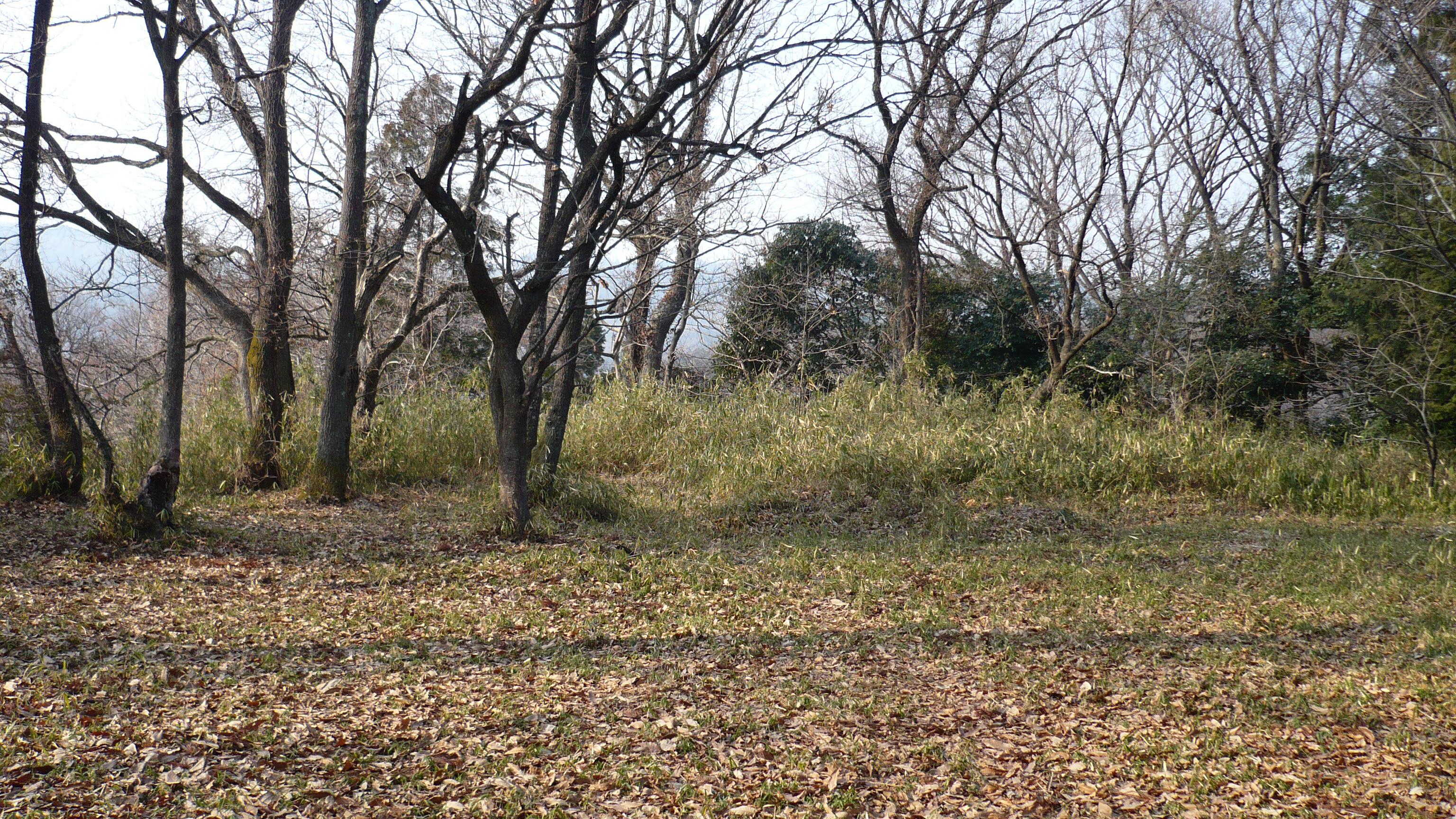
本丸曲輪
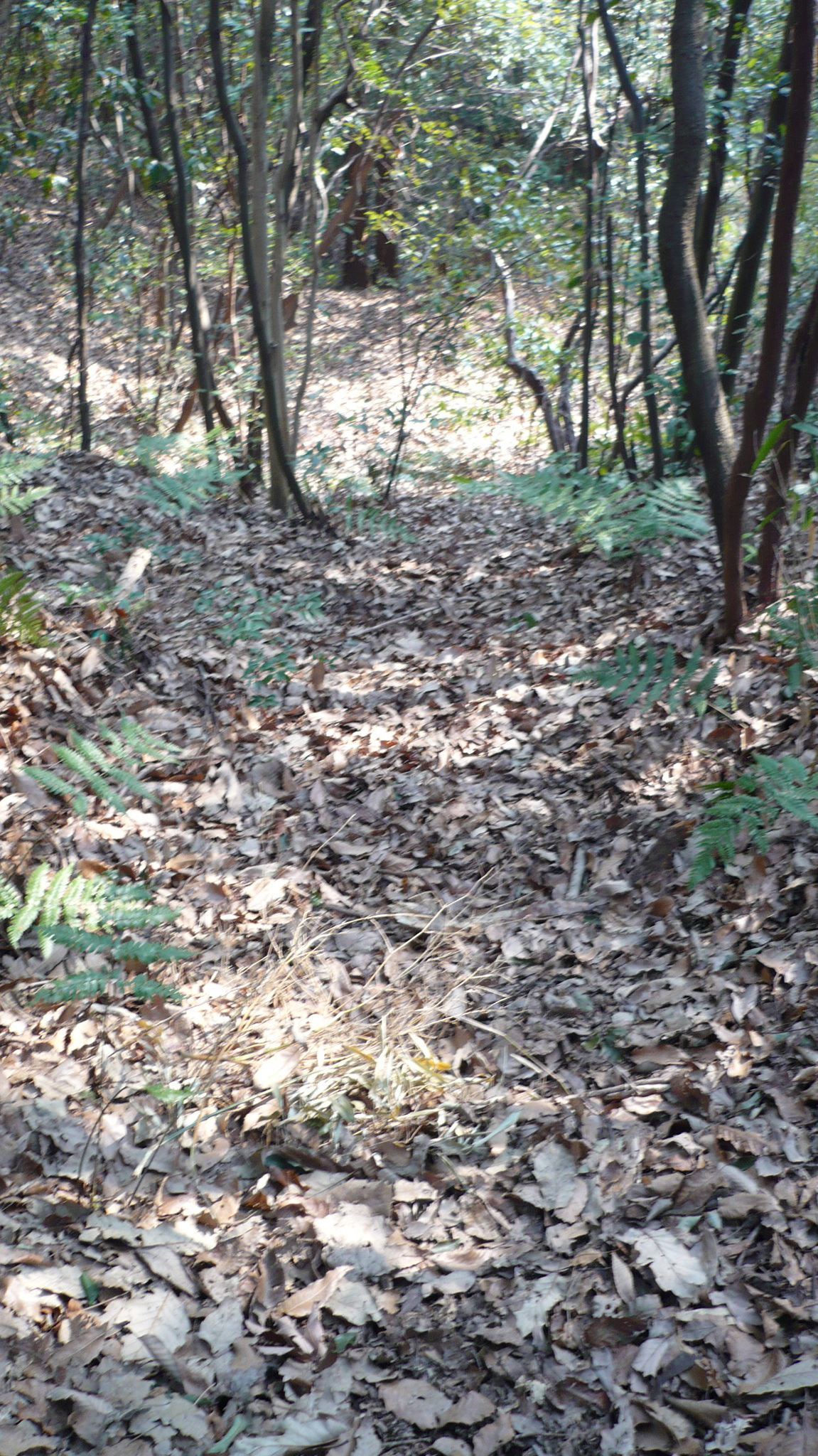
竪堀
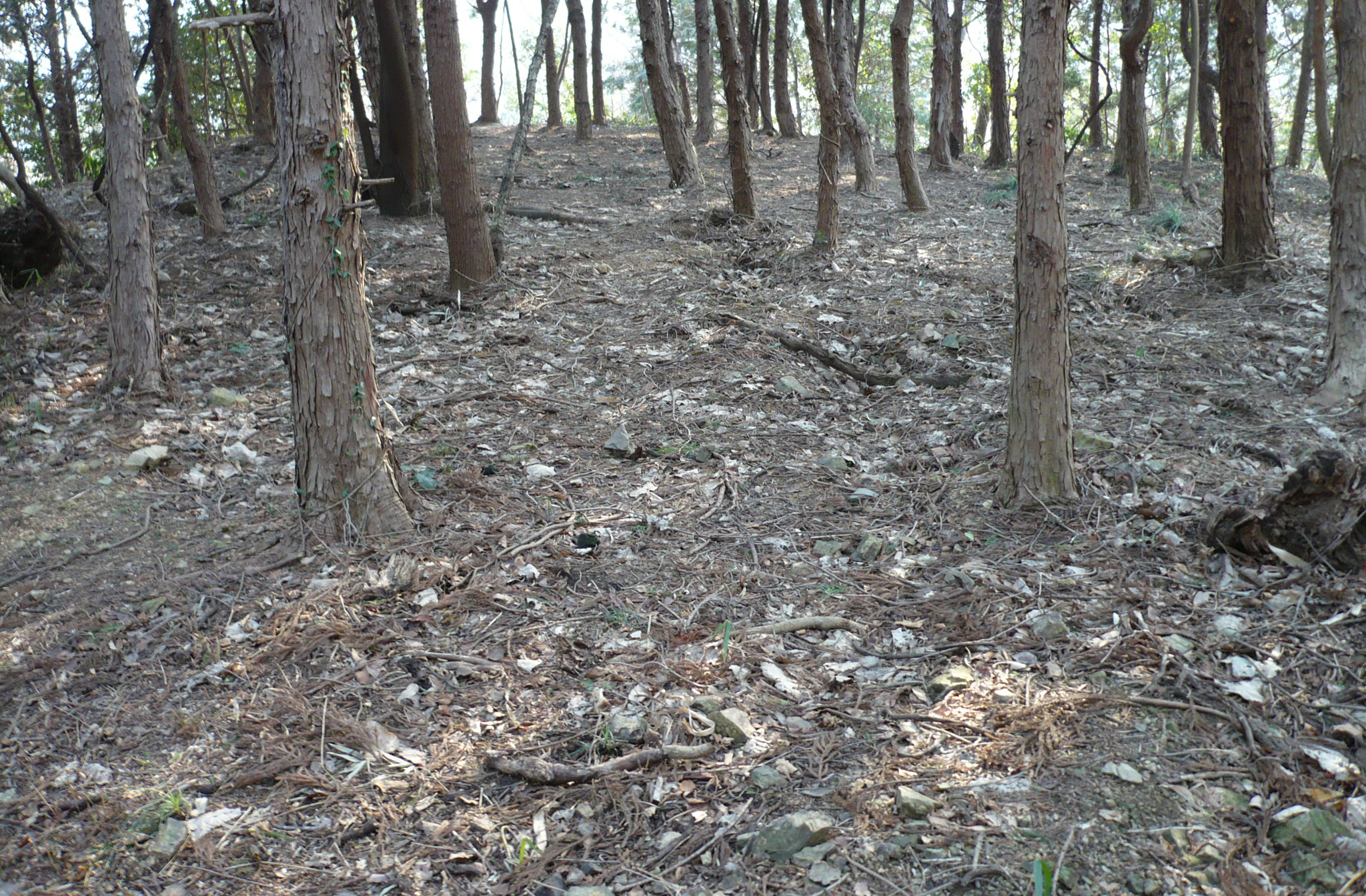
田の丸曲輪

本丸跡は三好山の山頂に位置する。この本丸跡で高槻市教育委員会によって発掘調査が行われ、礎石跡が検出され御殿的な施設が建設されていたのが確認できた。山城は通常、倉庫程度の簡単な施設が山頂に建設され、山麓に居館を建て生活の基盤としているのが常だが、住居空間も山頂に建設されているのは珍しい。また、この調査で1556年の火災跡も発見され、この施設は三好長慶時代には建設されていたことが判明している。

### 原村絵図
原村絵図は、芥川山城の付近にあった原村の村域を描いた絵図。作成年代未詳。原村は芥川の上流に位置し、江戸時代より寒天作りが盛んな場所であった。絵図は田地・池・山等が綺麗に色分けされている。この絵図の南西部に「三好長慶社」という記載が見受けられる。これは芥川山城の本丸にあたる部分で、現在でも長慶を祀っている。

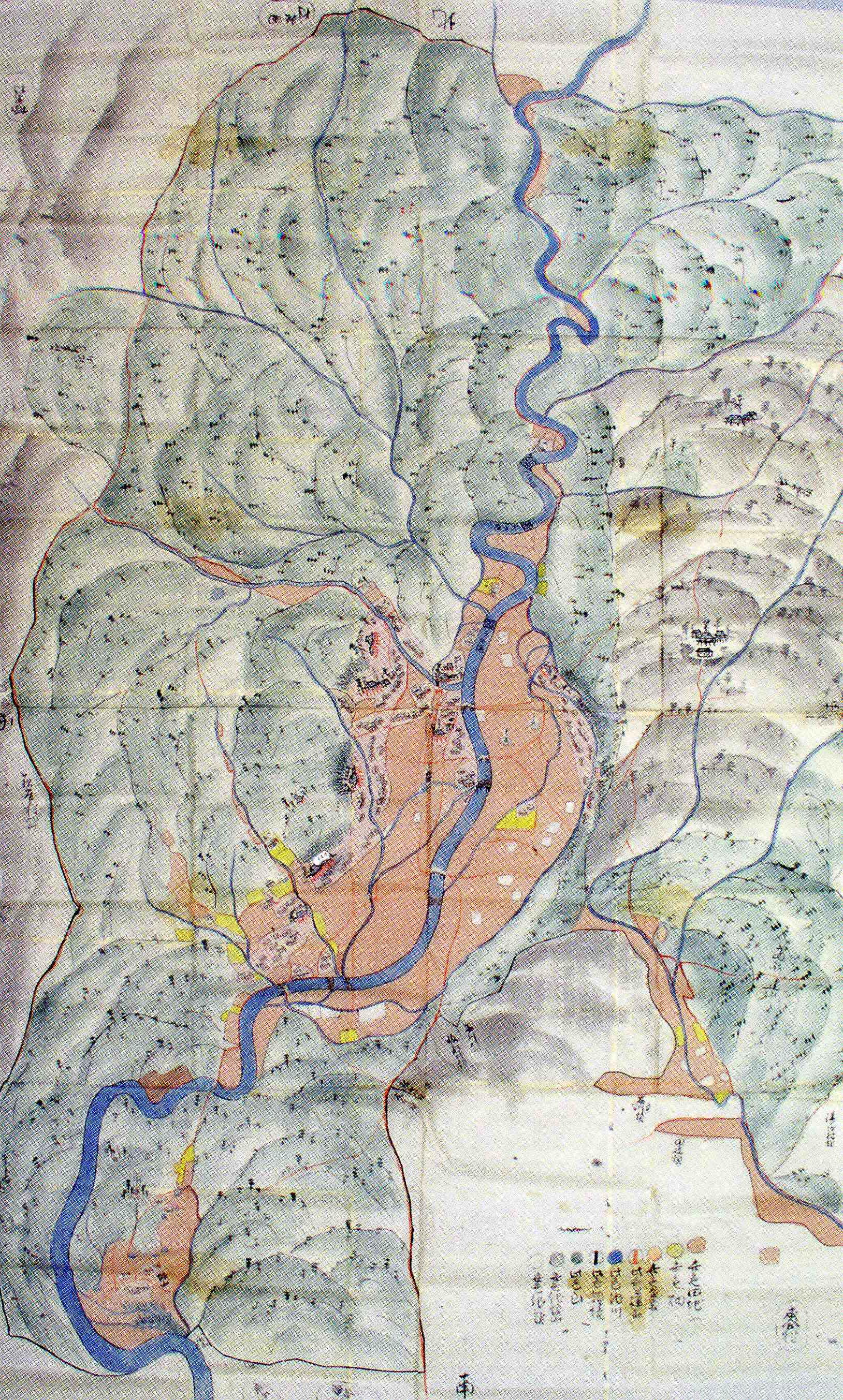
原村絵図／高槻市立しろあと歴史館蔵
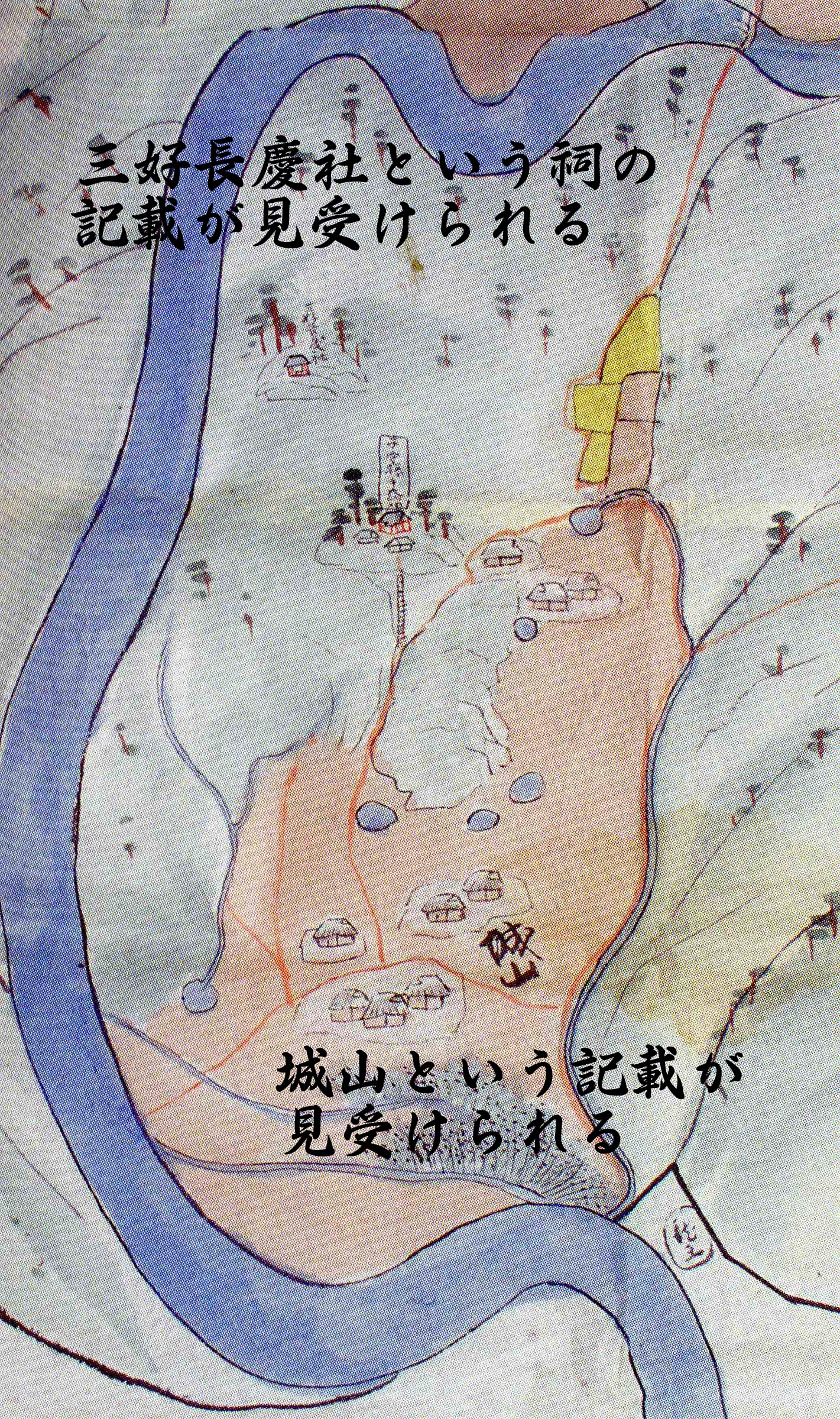
城山拡大図
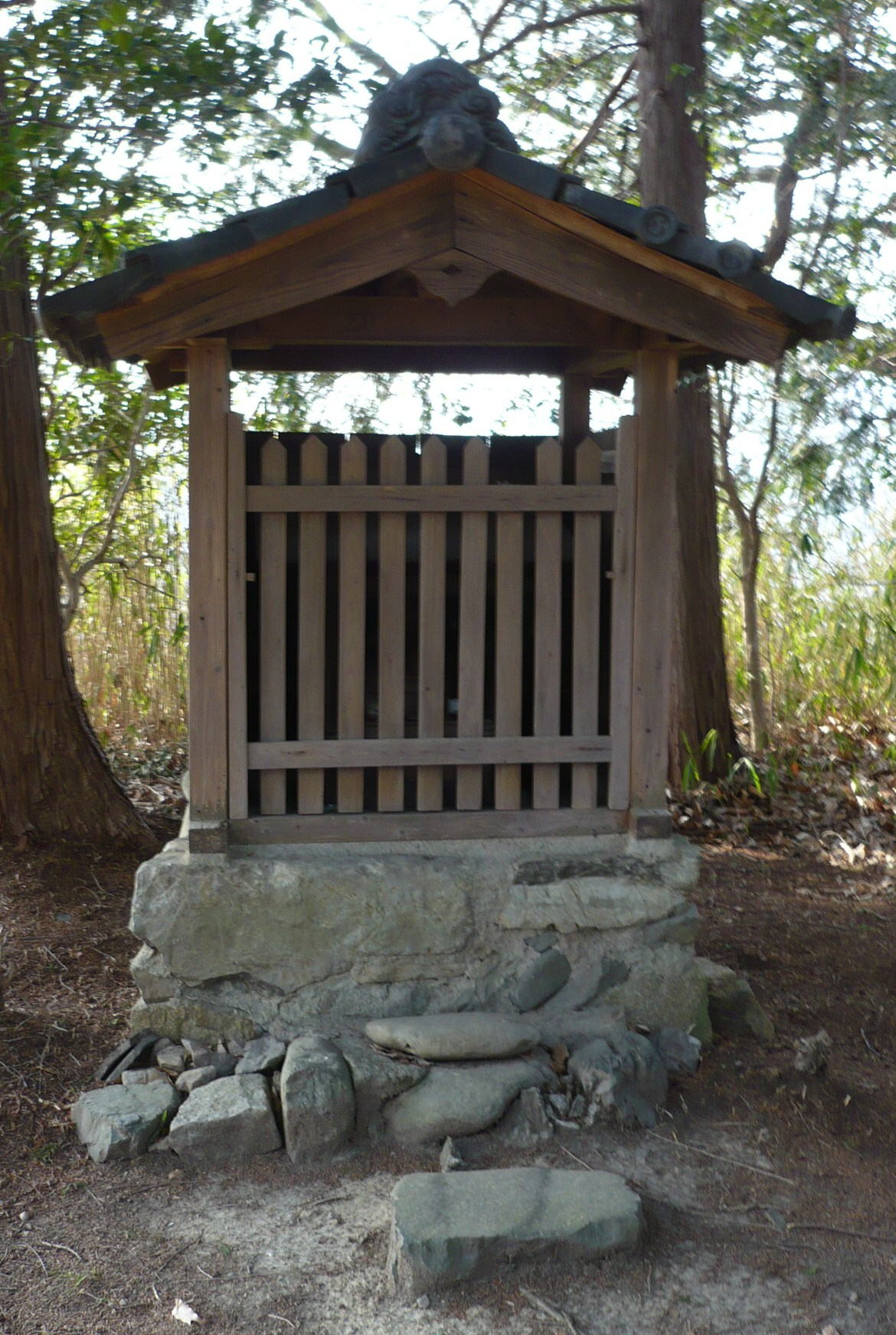
三好長慶を祀っている祠

## アクセス
- 公共交通機関でのアクセス
  - JR京都線（東海道本線）高槻駅から高槻市バス乗車、塚脇バス停下車
- 車でのアクセス
  - 国道171号今城町交差点から府道枚方亀岡線を摂津峡方面へ
  - 近隣に駐車場無し
- 徒歩でのアクセス
  - 塚脇バス停　→　徒歩　→　三好山山頂　約25分